# Manuel Esparza
Manuel Esparza Sanz (* 3. Dezember 1951 in Sabadell) ist ein ehemaliger spanischer Radrennfahrer und nationaler Meister im Radsport.

## Sportliche Laufbahn
Esparza war im Straßenradsport aktiv. Als Amateur gewann er 1973 das Rennen Cinturón Ciclista Internacional a Mallorca mit einem Etappensieg. Von 1974 bis 1982 war er als Berufsfahrer aktiv. 1977 siegte er in der nationalen Meisterschaft im Straßenrennen vor José Nazabal, 1979 im Eintagesrennen Gran Premio Pascuas. Das Etappenrennen Vuelta a Cantabria gewann er 1981. Etappensiege holte Esparza 1977 in der Escalada a Montjuïc, in der Vuelta Ciclista al País Vasco 1980, in der Vuelta a España 1980, in der Vuelta a Cantabria 1981. Zweiter wurde Esparza 1974 in der spanischen Straßenmeisterschaft, 1981 im Gran Premio de Llodio. Dritter wurde er 1977 in der Prueba Villafranca de Ordizia und 1978 in Vuelta a Cantabria. Esparza bestritt alle Grand Tours.
| Grand Tour            | 1974 | 1975 | 1976 | 1977 | 1978 | 1979 | 1980 | 1981 | 1982 |
| --------------------- | ---- | ---- | ---- | ---- | ---- | ---- | ---- | ---- | ---- |
| Vuelta a EspañaVuelta | 41   | 17   | 24   | –    | 14   | 16   | 11   | DNF  | DNF  |
| Giro d’ItaliaGiro     | –    | –    | 49   | 47   | –    | –    | –    | –    | –    |
| Tour de FranceTour    | –    | –    | –    | DNF  | –    | DNF  | DNF  | –    | –    |